# Винац
Винац је насељено мјесто у Босни и Херцеговини, у општини Јајце које административно припада Федерацији Босне и Херцеговине. Према попису становништва из 2013. у насељу је живјело 1.085 становника.

## Историја
Винац се први пут спомиње у 10. вијеку, као средиште Виначке бановине.
Током рата у Босни и Херцеговини, Винац је 1. јуна. 1992. напала Војска Републике Српске и заузела дан касније. Армија БиХ га је ставила под своју контролу 13. септембра 1995.

## Становништво
| Националност       | 1991.        | 1981.        | 1971.        |
| Муслимани          | 899 (67,03%) | 814 (68,86%) | 592 (71,32%) |
| Срби               | 427 (31,84%) | 333 (28,17%) | 229 (27,59%) |
| Хрвати             | 3 (0,22%)    | 2 (0,16%)    | 3 (0,36%)    |
| Југословени        | 9 (0,67%)    | 7 (0,59%)    | 1 (0,12%)    |
| остали и непознато | 3 (0,22%)    | 26 (2,19%)   | 5 (0,60%)    |
| Укупно             | 1.341        | 1.182        | 830          |